# Brucerò per te
Brucerò per te è un brano musicale dei Negrita, pubblicato il 23 settembre 2011, e quel giorno trasmesso su numerose radio italiane, come singolo anticipante l'album Dannato vivere.
Il testo fa riferimento ad un'esperienza autobiografica del cantante Paolo Bruni, legata alla malattia dell'amata moglie; nel testo del brano, a lei promette amore, e le chiede di non perdere speranza.

## Il video
Il video di Brucerò per te è stato girato da Fabio D'Orta e prodotto da Paolo Soravia. È stato girato nella rarefatta atmosfera di una villa del milanese e realizzato utilizzando una sequenza di immagini della band dei Negrita. Essi si trovano in una stanza abbandonata e piena di ricordi, con le loro immagini rappresentate sui divani, sedie e altri arredi presenti nell'appartamento.

## Tracce
1. Brucerò per te – 3:41

## Successo commerciale
Nonostante non sia andato oltre la decima posizione della classifica FIMI, raggiunge il podio dei brani più trasmessi in radio.

## Classifiche
| Classifica (2012) | Posizione massima |
| ----------------- | ----------------- |
| Italia            | 10                |